# توكوموس
توكوموس (بالإنجليزية: Tukums)‏ هي منطقة سكنية تقع في لاتفيا في بلدية توكومز. يقدر عدد سكانها بـ 19,722 نسمة .

## المدن التوأمة
مدينة Plungė هي مدينة توأمة لـتوكوموس.

## أعلام
- ريتفارز روغينز
- كارلوس بيرغ
- أوتو أوقست روزنبرغ